# Claudio Echeverri
Claudio Jeremías Echeverri  (Resistencia, 2 januari 2006) is een Argentijns voetballer die bij voorkeur als offensieve middenvelder speelt. Echeverri staat onder contract bij Manchester City.

## Clubcarrière
Echeverri speelde zes jaar in de jeugdacademie van River Plate. In december 2022 tekende hij zijn eerste profcontract. In juni 2023 debuteerde hij in de competitie. Op 25 januari 2024 tekende Echeverri een contract tot 2028 bij Manchester City, dat de middenvelder nog één jaar verhuurt aan River Plate.
Op 17 mei 2025 maakte hij zijn debuut voor City in hun 1-0 nederlaag tegen Crystal Palace in de FA Cup-finale van 2025, waar hij in de 76e minuut inviel voor Omar Marmoush. Een week later maakte hij zijn debuut in de Premier League in een 2-0 overwinning op Fulham op de laatste speeldag van het seizoen, toen hij in de 85e minuut Erling Haaland verving. Op 22 juni scoorde hij zijn eerste doelpunt voor City in hun 6-0 overwinning tegen Al Ain in de groepsfase van het WK voor clubs.